# Saison 1982-1983 du Paris Saint-Germain
Maillots
Chronologie
Saison précédente Saison suivante
La saison 1982-1983 du Paris Saint-Germain est la 13e saison de son histoire et la 10e en première division.
Cette saison, le Paris Saint-Germain gagne la Coupe de France, il s'agit de la deuxième Coupe de France remportée par le club de la capitale. Les joueurs parisiens conservent ainsi leur titre acquis en 1982.
C'est aussi lors de cette saison que le PSG va connaitre sa première aventure européenne avec la Coupe des coupes, aventure qui se terminera en quart de finale face aux belges de Waterschei.

## Compétitions

### Championnat
La saison 1982-1983 de Division 1 est la quarante-cinquième édition du Championnat de France de football. La division oppose vingt clubs en une série de trente-huit rencontres. Les meilleurs de ce championnat se qualifient pour les coupes d'Europe que sont la Coupe des clubs champions européens (le vainqueur), la Coupe UEFA (les trois suivants) et la Coupe des vainqueurs de coupe (le vainqueur de la Coupe de France). Le Paris Saint-Germain participe à cette compétition pour la dixième fois de son histoire.

#### Classement final
Le Paris Saint-Germain termine troisième avec 20 victoires, 7 matchs nuls et 11 défaites. Une victoire rapportant deux points et un match nul un point, le PSG totalise donc 47 points.

### Coupe de France
La Coupe de France 1982-1983 est la 66e édition de la Coupe de France, une compétition à élimination directe mettant aux prises tous les clubs de football amateurs et professionnels à travers la France métropolitaine et les DOM-TOM. Elle est organisée par la FFF et ses ligues régionales.
Paris conserve son titre en l'emportant face au nouveau champion de France, Nantes (victoire 3 à 2).

### Coupe des coupes
En remportant la Coupe de France la saison précédente, le Paris Saint-Germain participe à l'édition 1982-1983 de la Coupe d'Europe des vainqueurs de coupe et commence son parcours en seizièmes de finale face au club bulgare du Lokomotiv Sofia. 
Le PSG achève son tout premier parcours dans une compétition européenne en quart de finale contre Waterschei, vainqueurs 2-0 à l'aller dans un Parc des Princes à l'affluence record (49 575 spectateurs), les parisiens s'inclinent 3-0 après prolongation en Belgique.